# Jacques Chambon (musicien)
 (mars 2014).
Si vous disposez d'ouvrages ou d'articles de référence ou si vous connaissez des sites web de qualité traitant du thème abordé ici, merci de compléter l'article en donnant les références utiles à sa vérifiabilité et en les liant à la section « Notes et références ».
Pour les articles homonymes, voir Chambon et Jacques Chambon.
Jacques Chambon, né à Bordeaux le 23 mai 1931 et mort à Orange le 4 mai 1984, est un hautboïste de musique classique français. Concertiste, chambriste et pédagogue, il fut un virtuose réputé du hautbois français au XXe siècle.

## Biographie
À peine adolescent, il obtient au Conservatoire de Bordeaux un premier prix de hautbois en 1948 et l'année suivante un premier prix de cor anglais. Ses débuts le mènent au Chatelet et à L'Européen, rue Biot ; il croise le percussionniste Michel Plasson dans la fosse d'orchestre alors que sur scène jouent sa future femme Colette Monroy et Roger Nicolas dans l'opérette Mon P'tit Pote. De 1953 à 1957, puis tournée en 1958, il parcourt les orchestres à Paris, les radios françaises et étrangères, participe aux saisons estivales de Vichy, Biarritz, Aix-en-Provence, Mazamet, Albi… Il fait partie des Concerts Lamoureux et participe à la première tournée américaine de l'orchestre en 1958 avec Igor Markevitch. Jacques Chambon est choisi par Marius Constant lors de la création de l'Ensemble Ars Nova en 1963. Co-soliste de l'Orchestre de Paris à la création de l'orchestre en 1967, il participe à l'ensemble instrumental Maxence Larrieu et effectue de nombreuses tournées avec Jean-François Paillard.
Jacques Chambon, d'abord professeur aux conservatoires de Créteil et d'Évreux, fut nommé en 1980 professeur au tout nouveau Conservatoire national supérieur de musique et de danse de Lyon.
Sa mort brutale entre Lyon et Marseille où l'attendait l'Orchestre de Paris et Daniel Barenboim ne lui a pas laissé le temps de voir continuer dans l'Abbaye-Ecole de Sorèze Les Rencontres Musicales - renommées Académie Jacques Chambon après sa mort - qu'il avait créées en 1982. Jacques Chambon est enterré dans le caveau familial du cimetière de la Chartreuse à Bordeaux.
Jacques Chambon a laissé des enregistrements de quelque deux cents œuvres couvrant une partie du répertoire baroque, notamment avec Jean-François Paillard, Claudio Scimone, Pierre Pierlot, Maxence Larrieu, Maurice André, Karl Ristenpart et Paul Hongne. Il reçoit de nombreux prix discographiques parmi lesquels le premier prix de l'Académie Charles-Cros en 1961 pour le concerto pour hautbois en ut majeur de Joseph Haydn et trois Grands prix du disque chez Erato.
Sa femme, Colette Chambon née Duval, comédienne à Rouen puis à Paris sous le pseudonyme de Colette Monroy, (1934-2011) est décédée à Toulouse ; leur fils Frédéric (1959-2023) - clarinettiste -  a fini ses jours à Albi,  lieux des dernières tournées estivales de son père..